# Договір про приєднання Кореї до Японії

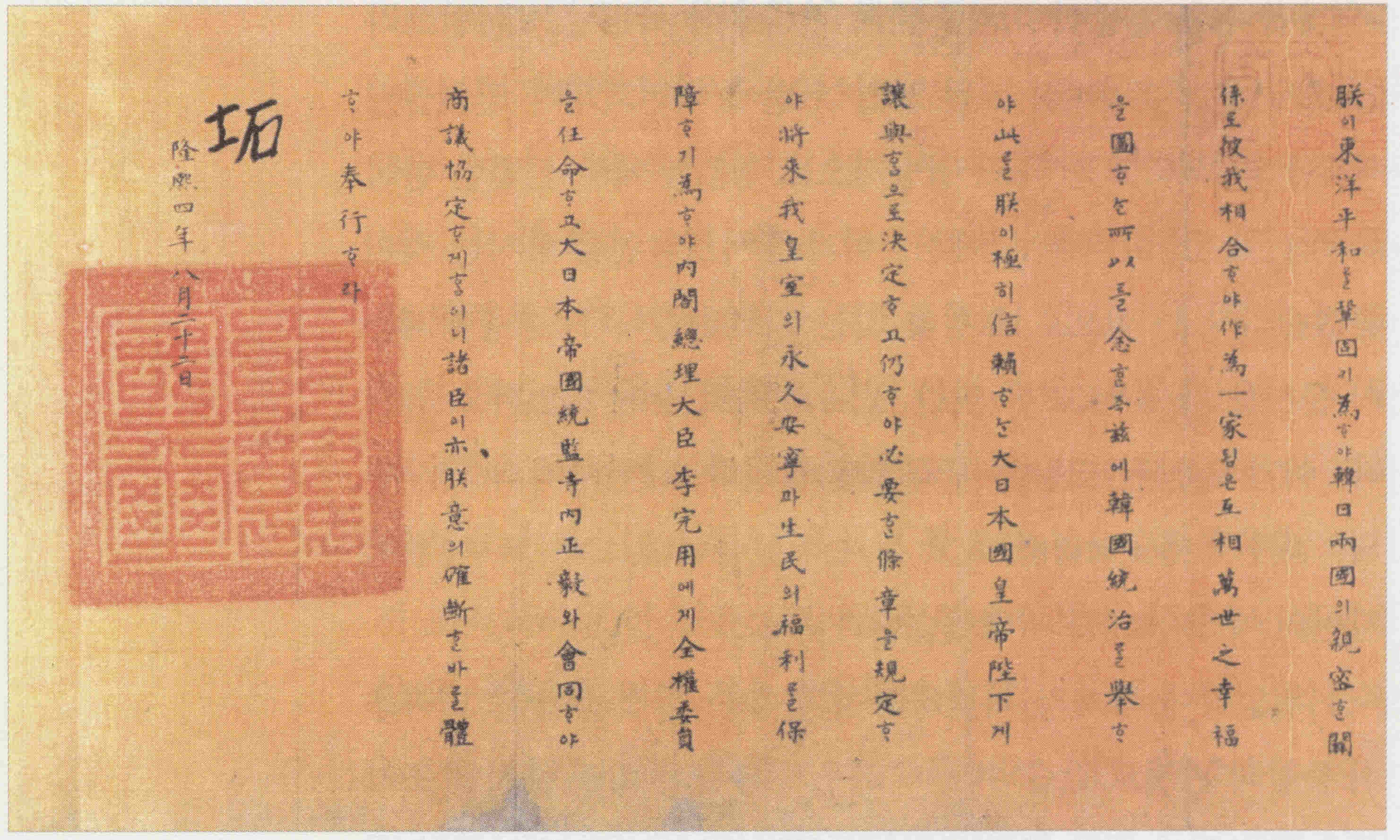
Загальна довіреність, виписана імператором Кореї Сунджоном прем'єр-міністру Лі Ваньону

Договір про приєднання Кореї до Японії (яп. 日韓併合条約, Ніккан хейго дзьо: яку, кор. 한일병합조약, Ханіль пьон'хап чояк) підписаний 22 серпня 1910 представниками Корейської й Японської імперій й опублікований 29 серпня. З цього моменту Корея перейшла під управління Японією. Договір складався з восьми пунктів і починався словами «Його Величність Імператор Кореї повністю і безстроково передає Його Величності Імператору Японії всі суверенні праві на управління Кореєю».
З корейської сторони договір підписав прем'єр-міністр Лі Ваньон, а з японської — генерал-резидент Терауті Масатаке.
Договір фактично припинив свою дію в 1945 після поразки Японії в Другій світовій війні і офіційно анульований японо-південнокорейською угодою в 1965.

## Вірш
З нагоди анексії Кореї Терауті Масатаке склав наступний вірш:
 Що б подумали Кобаякава, Като і Конісі, якби жили вони зараз, глянувши на місяць сьогодні ввечері? Оригінальний текст (яп.)
小早川 加藤 小 西 が 世 に あ ら ば 今宵 の 月 を い か に 見 る ら む 
Три японця, згадані в цьому вірші, — воєначальники Кобаякава Такакаге, Като Кійомаса і Конісі Юкінага, які командували японськими військами під час Імчжинської війни.